# Stresor
Stresor – wewnętrzne lub zewnętrzne zdarzenie lub bodziec, który wywołuje stres. Ogólny zespół adaptacyjny to układ niespecyficznych fizjologicznych mechanizmów adaptacyjnych, który występuje w reakcji na ciągłe zagrożenia przez prawie każdy poważny stresor.
Pomocne w radzeniu sobie ze stresorami jest przekonanie, że ma się zdolność wpływania na przebieg lub następstwa jakiegoś zdarzenia czy doświadczenia, nazywane spostrzeganą kontrolą (tzw. poczucie umiejscowienia kontroli, co jest związane z wewnątrzsterownością).

## Typowe stresory
W roku 1967 dwaj psychiatrzy z Washington University w Seattle, Thomas Holmes i Richard Rahe, ogłosili alternatywną koncepcję stresu, bazującą na pojęciu stresora. Holmes i Rahe opracowali skalę 43 wydarzeń życiowych, którą wolontariusze uszeregowali według tego, jak wielkiego przystosowania wymaga każde wydarzenie. 
Badacze zastanawiali się jak określić względną siłę stresujących wydarzeń. Wiadomo, że istotne są tu różnice indywidualne w sposobie rozumienia i reagowania na sytuację stresową, także cechy temperamentu i osobowości. Jednak po wręczeniu badanym listy różnych zdarzeń wraz z prośbą o ułożenie je według potencjalnej zdolności wywoływania stresu okazało się, że badani postrzegają wiele sytuacji w sposób podobny. 
W ten sposób powstał popularny kwestionariusz Social Readjustment Rating Scale (SRRS). 
Poniższa tabela zawiera niektóre takie sytuacje. Przydzielano im umowne wartości punktowe od 0 (brak stresu) do 100 (maksymalny stres). 
| Zdarzenie                         | Liczba punktów określająca obciążenie |
| --------------------------------- | ------------------------------------- |
| śmierć współmałżonka              | 100                                   |
| rozwód                            | 73                                    |
| ślub                              | 50                                    |
| utrata pracy                      | 47                                    |
| pogodzenie się ze współmałżonkiem | 45                                    |
| reorganizacja przedsiębiorstwa    | 39                                    |
| zmiana pracy                      | 36                                    |
| zmiana godzin lub warunków pracy  | 20                                    |
| urlop                             | 13                                    |
| święta                            | 12                                    |

O wypełnienie kwestionariusza (SRRS) Thomasa Holmesa i Richarda Rahe’a proszono pacjentów przywiezionych na ostry dyżur oraz osoby im towarzyszące. Okazało się, że chorzy doświadczyli znacznie więcej stresujących wydarzeń w ciągu roku poprzedzającego chorobę niż osoby towarzyszące. Udowodniono wówczas statystyczny związek pomiędzy stresorami a chorobą. 

### Statystyczny efekt stresorów
Z badań Thomasa Holmesa i Richarda Rahe’a wynika interesująca zależność statystyczna pomiędzy stresorami a prawdopodobieństwem zapadnięcia na poważną chorobę somatyczną w ciągu kolejnych dwóch lat:
- 150–199 jednostek stresu = 37% prawdopodobieństwo
- 200–299 jednostek stresu = 51% prawdopodobieństwo
- ponad 300 jednostek stresu = 79% prawdopodobieństwo

### Ogólny podział stresorów
- chronobiologiczne (rytm dobowy, przekraczanie sfer czasu, rytm tygodniowy, miesięczny, sezonowy)
- fizyczne (klimat, hałas, oświetlenie, promieniowanie)
- psychiczne (przeciążenie, przeszkody, konflikty, zagrożenia, deprywacje)
- socjologiczne (relacje interpersonalne)